# Shazand
Shāzand (farsi: {{{2}}}‎) è il capoluogo dello shahrestān di Shazand, circoscrizione Centrale, nella provincia di Markazi in Iran. La circoscrizione era precedentemente conosciuta con il nome di Sarband. La città aveva, nel 2006, una popolazione di 19.353 abitanti.